# Lotario I
Lotario I (795 – Prüm, 29 settembre 855) è stato un re franco, d'Italia dall'822 all'850, poi di Lotaringia e imperatore carolingio dall'840 alla sua morte.
Riconosciuto venerabile per la sua condotta a favore della Chiesa, gli fu iniziato un processo di beatificazione che non fu portato a termine.

## Origine

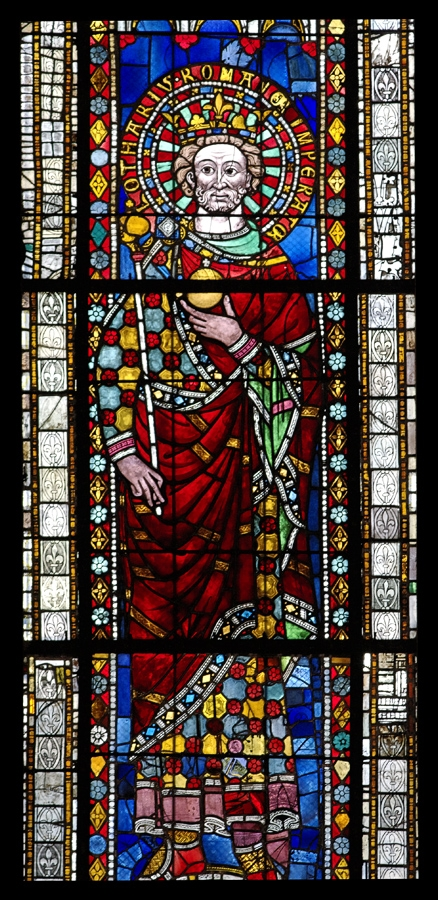
Lotario I; vetrata della Cattedrale di Notre-Dame di Strasburgo.

Secondo la Vita Hludowici Imperatoris, era il figlio primogenito del re di Aquitania e futuro imperatore Ludovico il Pio e di Ermengarda (780-818), figlia del conte di Hesbaye Ingramm (o Ingerman o Enguerrand, nipote di Rotrude, moglie di Carlo Martello) e di Edvige di Baviera.

## Biografia
Si sa poco dei primi anni della sua vita, che trascorse probabilmente alla corte di suo nonno Carlo Magno. Dopo la morte del nonno (814), nell'815 il padre Ludovico lo inviò a governare la Baviera, affiancato da alcuni funzionari franchi.
Nell'817, alla dieta di Aquisgrana, l'imperatore Ludovico il Pio, con la Divisio Imperii, concesse al suo primogenito Lotario il titolo imperiale, e con l'incoronazione a imperatore aggiunto fu sancita la sua superiorità sui fratelli, mentre al secondogenito, Pipino, concesse la sovranità, con il titolo di re, sull'Aquitania, il tolosano e la Settimania, che già governava, e al terzogenito, Ludovico, che sarà detto il Germanico, concesse la sovranità, con il titolo di re, sulla Baviera, la Carinzia e la Boemia. Questa suddivisione, conosciuta anche come Ordinatio Imperi, fu ratificata dall'imperatore a Nimega, nell'819.
Nell'821, secondo gli Annales Xantenses, Lotario sposò Ermengarda († 20 marzo 851), figlia di Ugo, conte di Tours, che secondo il cronista Thegano era discendente dalla famiglia degli Eticonidi e di Ava o Bava.
Nell'822, sempre secondo gli Annales Xantenses, Lotario venne inviato dal padre a prendere possesso dell'Italia (regnum longobardorum) e, secondo Eginardo, Lotario fu affiancato da alcuni dignitari di fiducia di suo padre, il monaco Wala, l'abate Adalardo e il comandante delle truppe, Gerungo, per consigliarlo ed aiutarlo nelle trattative, specialmente per garantire la giurisdizione imperiale nei territori governati dal papa Pasquale I, che il 5 aprile 823 incoronò a Roma Lotario imperatore.

### Co-imperatore

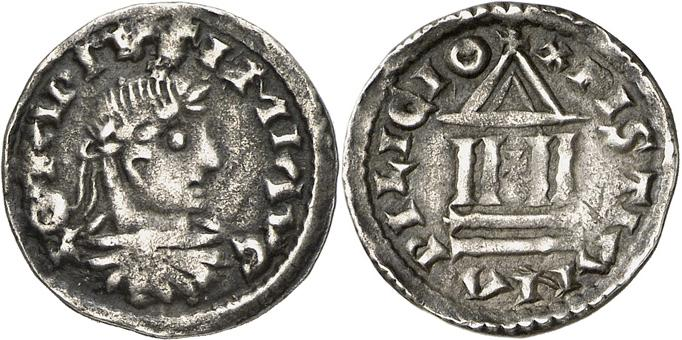
Denaro di Lotario I, battuto nell'833.

Nell'823 era nato il suo fratellastro Carlo, figlio di Ludovico il Pio e della sua seconda moglie (sposata nell'819, dopo circa un anno di vedovanza), Giuditta dei Welf (Guelfi), creando notevoli problemi nella successione a Ludovico come era stata prevista nella Ordinatio Imperi dell'817. L'Imperatore cercò di assegnare territori anche al figlio appena nato, ma dato che l'ordinatio non prevedeva un caso del genere, incontrò notevoli resistenze da parte dei figli Lotario (imperatore e re d'Italia), Pipino (re di Aquitania) e Ludovico (re di Baviera), per cui parve che le decisioni dell'817 seguissero il loro corso.
Nell'824 Lotario, dopo la morte di papa Pasquale, tornò a Roma per incontrare il nuovo papa, Eugenio II, e nel novembre di quello stesso anno promulgò uno statuto sulle relazioni tra Papa ed Imperatore, noto come Constitutio romana, che riservava il potere supremo alla potenza secolare, e successivamente emise varie ordinanze per favorire un governo efficiente dell'Italia.
Nell’825 l’imperatore emanò nel palazzo Reale di Corteolona il capitolare Olonense, con il quale vennero riorganizzate su base territoriale le scuole del regno e, per la prima volta in Occidente, la scuola venne organizzata dall’autorità statale, dato che le scuole ecclesiastiche, per incuria e disinteresse di alcuni vescovi, stavano attraversando una fase di decadenza.
Ma nell'829, alla Dieta di Worms, Ludovico diede a Carlo, con il titolo di Duca, parte dell'Alemannia (o Svevia), l'Alsazia, la Rezia e parte della Borgogna, tutti territori tolti a Lotario. Questi, pur essendo il padrino di Carlo, si risentì ed il padre per allontanarlo dalla corte lo inviò in Italia, vietandogli di far uso del titolo imperiale.

Nell'agosto dell'829, a sostituire Lotario nella custodia del fratello Carlo fu chiamato a corte Bernardo di Settimania, conte di Barcellona, che era stato insignito del titolo di ciambellano e aveva ricevuto il feudo della marca di Spagna.
Secondo il cronista Thegano i numerosi nemici (tra cui molti collaboratori del co-imperatore Lotario) non tardarono a mettere in giro la voce che Bernardo fosse divenuto l'amante dell'imperatrice, Giuditta di Baviera, ed inoltre Pipino I di Aquitania era anche stato convinto da Wala che Bernardo volesse portargli via il regno.
Allora nell'830, mentre, secondo gli Annales Bertiniani, Bernardo e l'imperatore, lasciata Aquisgrana, stavano avanzando verso la Bretagna per una spedizione contro i Bretoni riottosi a riconoscere l'autorità dell'imperatore, per riunirsi a Parigi, con il resto dell'esercito, secondo la Vita Hludowici Imperatoris, Pipino I di Aquitania, anche per vendicare lo sgarbo fatto al padre, raccolto un esercito di Guasconi e Neustriani, si riunì al fratello, Ludovico II il Germanico, e si avviarono verso Parigi per scalzare l'imperatore, Ludovico il Pio, punire la matrigna ed uccidere Bernardo che, sentendosi seriamente minacciato, si trovò costretto a fuggire e ritornare nei suoi domini, a Barcellona e in Settimania. Il padre Ludovico il Pio, che aveva sospeso la campagna di Bretagna, constatata la propria inferiorità si consegnò loro a Compiègne, Giuditta fu chiusa in un monastero a Poitiers e i suoi fratelli, Corrado e Rodolfo che, da quando Bernardo era ciambellano, avevano fatto rapida carriera a corte, furono tonsurati e chiusi anch'essi in un monastero in Aquitania. Solo allora Lotario I, proveniente dall'Italia, si riunì ai fratelli, riassumendo il titolo di imperatore aggiunto.
La ribellione però fallì per il disaccordo tra i tre fratelli (Pipino I e Ludovico il Germanico preferivano essere sudditi del padre anziché del fratello) e, nel febbraio dell'831, nella dieta di Aquisgrana, Ludovico il Pio riebbe il trono imperiale.
Nell'833 Lotario I e i fratelli, Pipino I e Ludovico II il Germanico, si ribellarono nuovamente e si radunarono con i loro eserciti nella piana di Rothfeld, vicino a Colmar, dove furono raggiunti da Ludovico il Pio ed i suoi seguaci, con l'intenzione di trattare. A loro si unì il papa Gregorio IV, con l'intento di fare da paciere; il risultato invece fu che Ludovico il Pio fu abbandonato da tutti i suoi seguaci e dovette consegnarsi ai figli. Poi, con l'assistenza dell'arcivescovo di Reims, Ebbone, deposero il padre, che fu rinchiuso nel monastero di San Medardo a Soissons e, il 30 giugno, proclamarono unico imperatore Lotario, dividendosi il regno in tre parti.
Subito però si manifestarono dissapori tra i fratelli: Pipino e Ludovico il Germanico si riaccostarono al padre e il primo marzo 834 Ludovico il Pio fu reintegrato sul trono imperiale.
Lotario, secondo Thegano, continuò nella sua ribellione, ma prima che l'anno fosse terminato fu catturato: allora si prostrò ai piedi del padre, che lo perdonò, lasciandogli il titolo di re d'Italia, e gli permise di rientrare in Italia, con l'obbligo di proteggere la santa sede. Il 28 febbraio 835, a Metz, Ludovico il Pio fu nuovamente incoronato imperatore.
Nell'837 Ludovico il Pio, in una dieta ad Aquisgrana, ampliò, a discapito di Pipino I e Ludovico il Germanico, i territori che sarebbero stati assegnati al giovane Carlo quando a settembre sarebbe divenuto maggiorenne, assegnandogli un territorio tra la Loira e la Senna, e iniziando un riavvicinamento a Lotario che li condusse poi all'incontro di Worms dell'838.
Dato che a Worms era morto Pipino I (13 dicembre 838), nell'839, Ludovico il Pio, oltre ad aver diseredato il figlio di Pipino I, Pipino II (che non venne più menzionato anche nelle due successive spartizioni dell'impero), al figlio Ludovico assegnò la sola Baviera, per cui l'impero alla sua morte sarebbe stato diviso praticamente in due parti, con la linea di demarcazione, da nord a sud, che correva lungo la Mosa, sino alla Mosella, a Toul, poi attraversando la Borgogna e il lago di Ginevra, arrivava alle Alpi, che seguiva sino al mar Mediterraneo. Lotario I, che oltre al titolo di imperatore aveva il diritto di prelazione, scelse la parte orientale, e a Carlo il Calvo toccò la parte occidentale.

### Imperatore

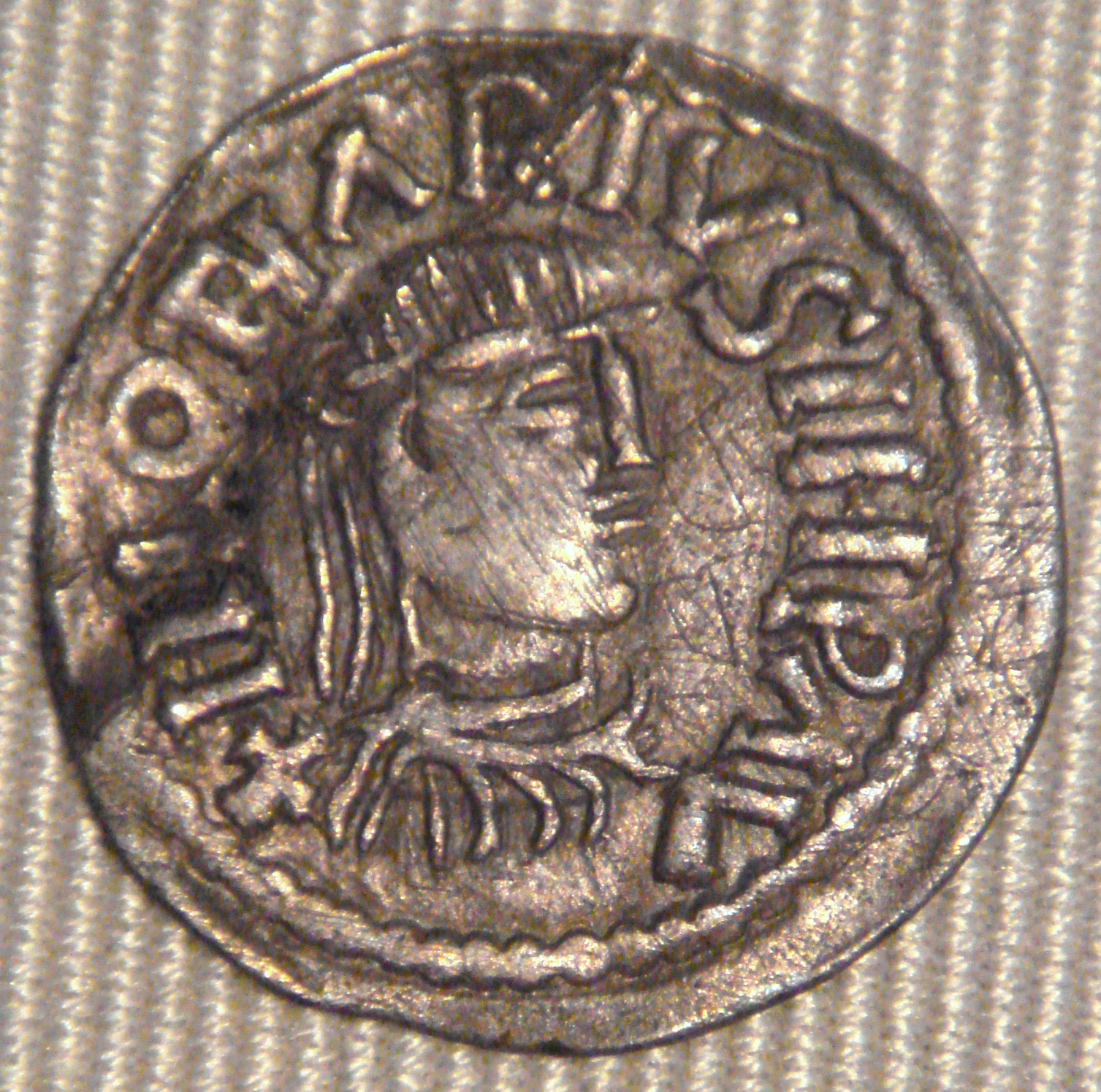
Denaro di Lotario I (840-855).

Quando Ludovico I stava per morire, nell'840, mandò le insegne imperiali a Lotario che, disconoscendo le varie divisioni, in applicazione dell'Ordinatio Imperi dell'817 pretese di avere giurisdizione su tutto l'impero, riconoscendo i due fratelli come re suoi vassalli. Così, alla morte di Ludovico il Pio, avvenuta, secondo gli Annales Fuldenses, dopo una breve malattia, il 20 giugno 840, su un'isola del fiume Reno, Lotario prima stipulò una tregua con il fratello Ludovico II il Germanico che aveva occupato tutti i territori alla destra del Reno, quindi attaccò il fratellastro Carlo il Calvo, che preferì non combattere, accettando la riduzione del suo regno alla sola Aquitania più la Provenza; quindi fissò un incontro, nella primavera successiva, ad Attigny, a cui doveva partecipare anche Ludovico, dando il tempo ai fratelli di cercare alleanze ed armarsi.
Ad Attigny, nella primavera dell'841, Lotario non si presentò, permettendo a Carlo, che era il più debole, di allearsi con il fratellastro Ludovico, ed i loro eserciti si incontrarono a Châlons sur Marne, mentre Lotario aveva radunato le sue truppe nelle vicinanze di Auxerre, in attesa dei Guasconi del nipote, Pipino II, che si era alleato con lui.
Il 24 giugno, all'arrivo di Pipino II, l'imperatore ritenne di essere abbastanza forte da potere dare battaglia, che iniziò il mattino seguente a Fonteney, nelle vicinanze di Auxerre. Le truppe di Ludovico II il Germanico ebbero la meglio sull'esercito imperiale, nonostante che i Guasconi di Pipino II avessero battuto il contingente di Carlo il Calvo. Lotario non poté che fuggire, ritirandosi ad Aquisgrana. Secondo i cronisti dell'epoca fu un massacro, ed il cronista Reginone nota che anche i vincitori ebbero gravi perdite. Nell'841 Guerino di Provenza si schierò dalla parte di Carlo il Calvo e Ludovico il Germanico contro l'imperatore Lotario I e Pipino II di Aquitania (823-864), e secondo il Chronicon S. Maxentii Guerino, al comando dei provenzali e dei tolosani, cacciò Lotario I dall'Aquitania.
La guerra civile continuò con alterne fortune, con Lotario che attaccava ora uno ora l'altro dei fratelli, finché, nel febbraio 842, vi fu un rinnovo dell'alleanza dei fratelli più giovani contro Lotario (Giuramento di Strasburgo). Le forze unite dei fratelli erano troppo forti per l'esercito di Lotario, che in primavera, a Coblenza, fuggì senza combattere. Allora, prendendo con sé tutto ciò che era in grado di raccogliere, dovette abbandonare la sua capitale, Aquisgrana, per ritirarsi verso sud, inseguito dai fratelli. Arrivato sul Rodano, inviò messaggeri ai fratelli riconoscendo il suo torto e chiedendo di dividere l'impero in tre parti.
L'incontro preliminare fra i tre fratelli avvenne, nel giugno 842, nei pressi di Mâcon, su un'isola della Saona, dove fu stabilita una tregua e si decise di formare una commissione di 120 membri (40 per ogni fratello), che avrebbe dovuto definire la ripartizione. La commissione si riunì nel castello di Coblenza, senza riuscire a concludere il lavoro. Nel mese di novembre, vi fu un altro incontro e la tregua fu rinnovata.

### Divisione dell'Impero

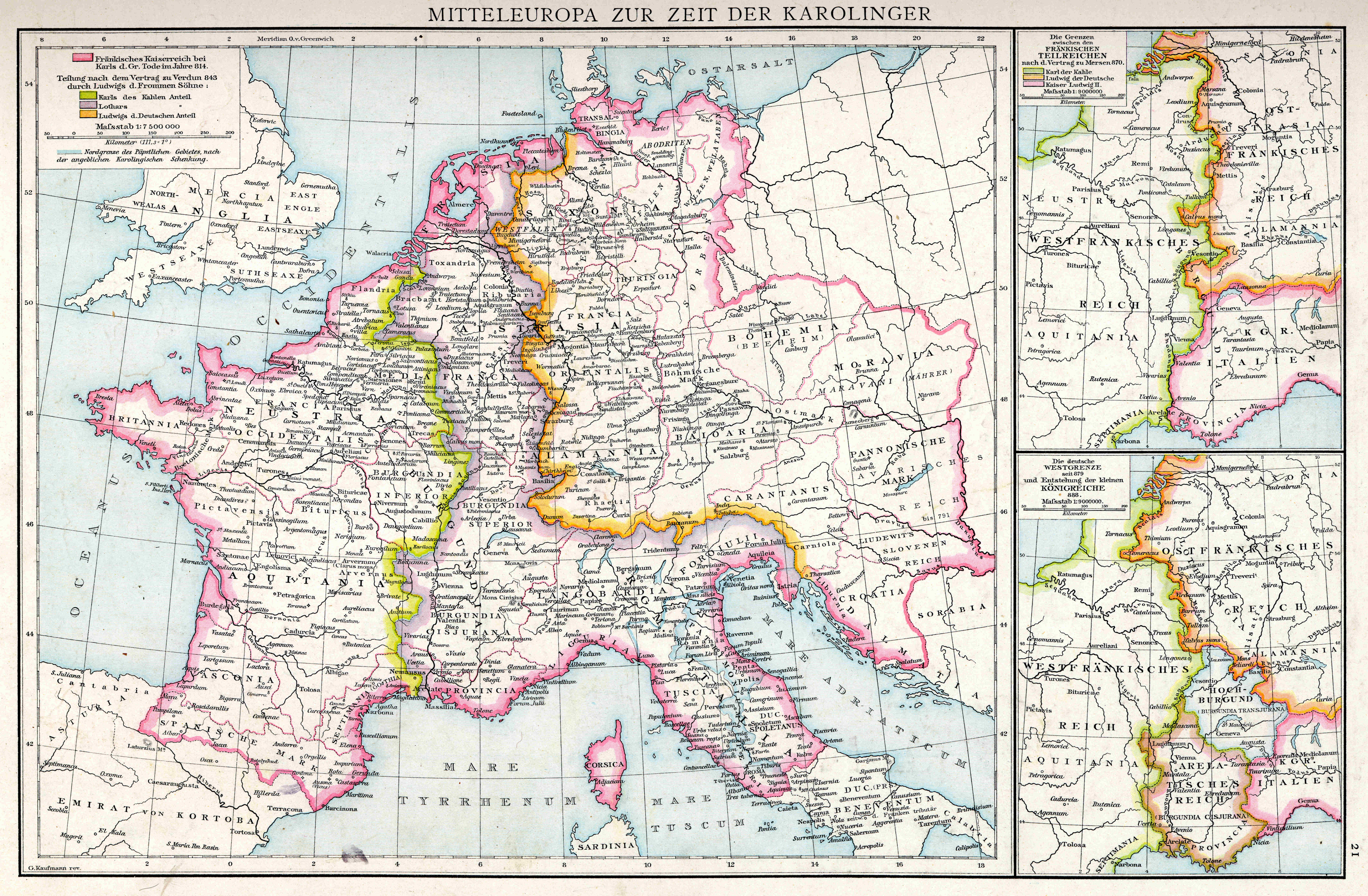
L'impero carolingio dopo il Trattato di Verdun.

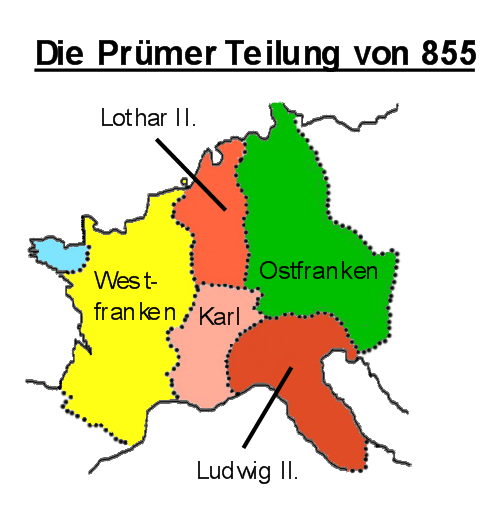
L'impero carolingio, dopo la divisione del regno di Lotaringia (Ripartizione di Prüm, avvenuta poco prima della morte di Lotario I, nell'855)

Infine, dopo molte difficoltà e ritardi, la spartizione fu definita, con il Trattato di Verdun, firmato nell'agosto 843.
La divisione ci è descritta dal cronista Reginone:
- a Carlo spettò tutta la parte occidentale del regno dei Franchi dall'oceano al fiume Mosa;
- a Ludovico spettò tutta la parte orientale del regno dei Franchi sino al fiume Reno, più alcune zone, ricche di vino, sulla riva sinistra del Reno;
- a Lotario, in quanto primogenito, il titolo imperiale, i territori compresi tra i regni dei suoi due fratelli, la Provenza.

La guerra civile era terminata e, confermato imperatore, oltre all'Italia e alla Provenza, Lotario ricevette una fascia di terra fra il mare del Nord e la catena alpina lungo le valli della Mosa e del Reno, che lungo la valle del Rodano raggiungeva il mar Mediterraneo e venne denominata Lotaringia.
La pace fu garantita dai continui incontri tra i tre fratelli, che stipularono anche un accordo che garantiva l'ereditarietà dei regni ai rispettivi figli.
Nell'846 Giselberto, conte di Maasgau, nella bassa Mosa, vassallo di Carlo il Calvo, rapì una delle figlie di Lotario (probabilmente Ermengarda), trovando protezione in Aquitania. Carlo riuscì a giustificarsi (Giselberto si era alleato con Pipino II), evitando una ripresa della guerra, ma Lotario, l'anno dopo, rifiutò un nuovo trattato di pace, sempre irritato per il rapimento della figlia da parte di Gisalberto.
Sempre nell'846 i Saraceni, con i loro attacchi in Italia Meridionale, erano giunti a minacciare Roma: nel mese di agosto avevano saccheggiato la basilica di San Pietro, che si trovava fuori le mura, profanando la tomba ritenuta del primo apostolo. Lotario aveva inviato in Italia il figlio Ludovico, che intervenne, ma fu sconfitto dai Saraceni e a stento riuscì a raggiungere Roma.
Nell'847 quindi Lotario ideò una spedizione contro i Saraceni, che avevano occupato il Beneventano avvicinandosi nuovamente a Roma, affidandone il comando al figlio Ludovico che, nell'848, riuscì a sconfiggere i saraceni e a liberare Benevento.
Dopo aver ottenuto la riappacificazione dei principi longobardi di Salerno e Benevento, nell'850 Ludovico, per volere di Lotario, venne unto da Papa Leone IV e incoronato co-Imperatore.
Sempre in quell'anno, Lotario, avendo nominato il figlio Ludovico re d'Italia (per tenere a bada i Saraceni), si interessò del suo regno di Lotaringia, occupato in alterne contese e riconciliazioni con i fratelli e in inutili sforzi per difendere le sue terre dagli attacchi del Normanni (chiamati Vichinghi nei testi dei Franchi).
Secondo il cronista Reginone nell'851 morì Ermengarda di Tours, e dunque Lotario rimase vedovo.

### Divisione ereditaria e morte

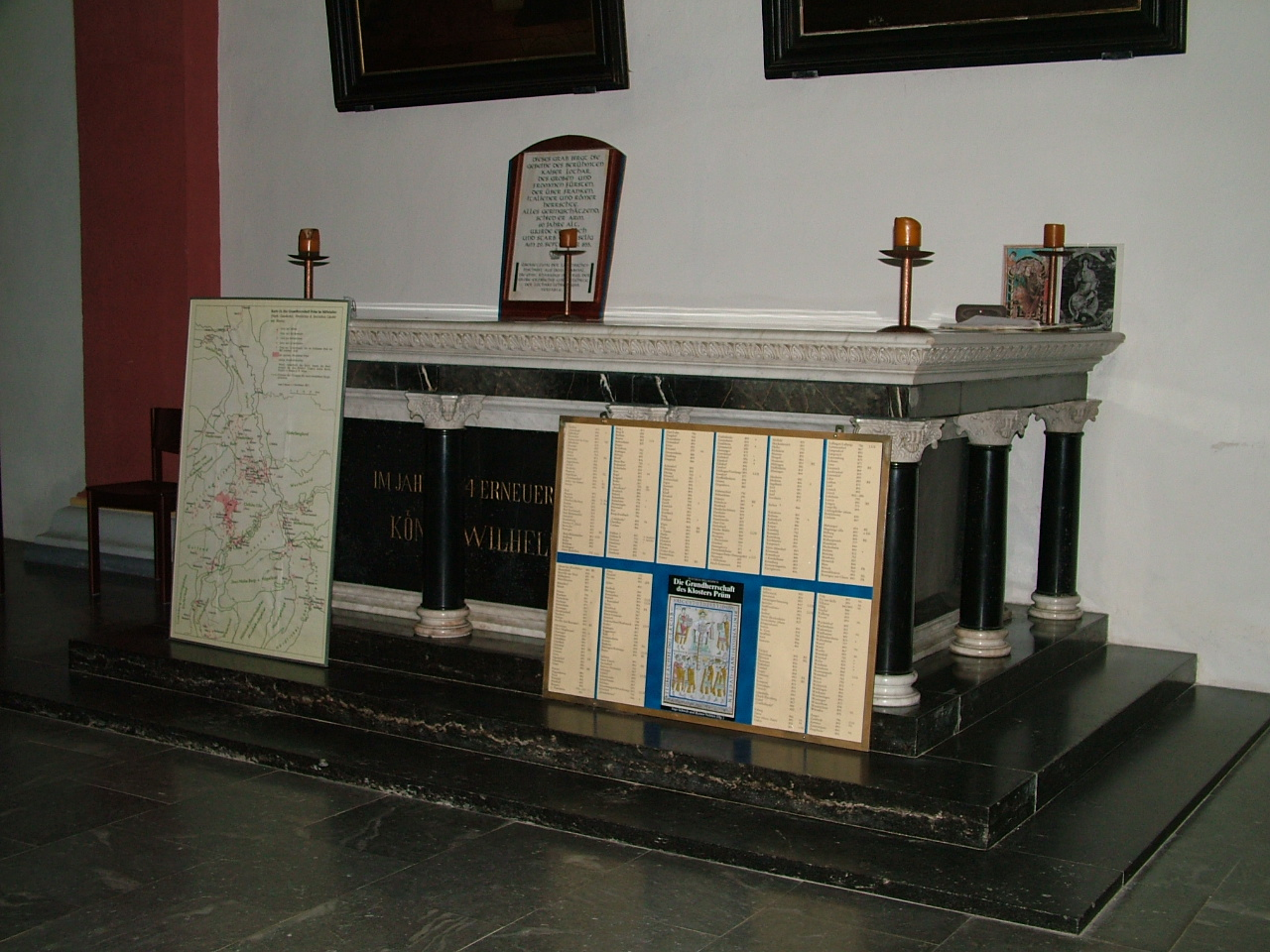
La nuova tomba dell'imperatore Lotario I nella chiesa dell'Abbazia di Prüm

Nell'855 Lotario I si ammalò seriamente e, disperando della guarigione, rinunciò al trono e il 23 settembre entrò nell'Abbazia di Prüm e si fece monaco. Prima di morire, secondo Reginone, con la Ripartizione di Prüm aveva diviso il suo regno, la Lotaringia, tra i tre figli:
- a Ludovico (o Luigi) II (825 - 875), primogenito, furono confermati il trono d'Italia (era già re d'Italia) e il titolo imperiale (era già co-Imperatore)
- a Lotario II (835 - 869), secondogenito, spettarono, oltre che la Frisia, i territori compresi tra il fiume Reno a est, il fiume Schelda a ovest e i monti Giura (con la Borgogna Cisgiurana) e la Savoia, inclusi, a sud, con il titolo di re di Lotaringia
- a Carlo (circa 845 – 863), terzogenito, toccarono la Provenza, Lione e la Borgogna Transgiurana, con il titolo di Re di Provenza

Lotario, sei giorni dopo essere entrato nell'Abbazia di Prüm, morì nella notte tra il 28 ed il 29 settembre e, come da sua richiesta, fu seppellito nell'abbazia stessa.
I suoi resti andarono dispersi dopo la ricostruzione dell'abbazia, nel 1721. Le sue spoglie furono però ritrovate nel 1860. Nel 1871 il Kaiser Guglielmo I di Germania finanziò la costruzione dell'attuale tomba.

## Matrimonio e discendenza
Da Ermengarda, Lotario ebbe otto figli:
- Ludovico II[51] (circa 825 – 12 agosto 875), re d'Italia e co-imperatore, poi imperatore;
- Elletrud (Hiltrud) (circa 826 – dopo l'867), sposò il conte Berengario di Spoleto († 867/866), come si può leggere in una lettera, dell'867, di papa Nicola I indirizzata a Carlo il Calvo;[56]
- Ermengarda (Irmgard) (826/30-dopo l'847[39]), andata sposa, dopo essere stata rapita[37] da Giselberto[57] (circa 825 - dopo l'877), conte di Maasgau, nella bassa Mosa. Fu la madre di Reginare;
- Bertha (circa 830 – dopo l'852 forse l'877), prima dell'847 badessa di Avenay,[58] a cui fu dedicato un componimento di Sedulio Scoto[59]. Da un altro componimento si deduce che Berta era sposata;[60] a questo matrimonio accennano anche gli Annales Fuldenses.[29] Forse Berta fu badessa di Faremoutiers, dall'852 alla morte;[12]
- Gisela (circa 830–860), dall'851 all'860 badessa di San Salvatore in Brescia, come risulta da un documento del fratello, Ludovico, che ne ricorda la presenza in monastero e la morte;[61]
- Lotario II[51] (835 – 8 agosto 869), re di Lorena, sposò nell'855 Teutberga, figlia del conte Bosone il Vecchio;
- Rotrude (Pavia, 835/840), andata sposa verso l'850/851, il conte di Nantes, Lamberto II († 852), come risulta da una lettera del figlio, Witberto, dell'870 circa;[62]
- Carlo di Provenza[51] (845 – 25 gennaio 863), re di Provenza.

Da una concubina di nome Doda, di cui non si conoscono gli ascendenti, Lotario ebbe un figlio:
- Carlomanno (nato nell'853),[63] di cui non si hanno altre notizie.

## Ascendenza
|                       |                   |                     | Genitori          |  |  | Nonni |  |  | Bisnonni        |  |  | Trisnonni      |  |
|                       |                   |                     |                   |  |  |       |  |  | Pipino il Breve |  |  | Carlo Martello |  |
|                       |                   |                     |                   |  |  |       |  |  | Pipino il Breve |  |  | Carlo Martello |  |
|                       |                   | Rotrude di Treviri  |                   |  |  |       |  |  | Pipino il Breve |  |  |                |  |
| Carlo Magno           |                   |                     |                   |  |  |       |  |  | Pipino il Breve |  |  |                |  |
|                       |                   | Bertrada di Laon    | Cariberto di Laon |  |  |       |  |  |                 |  |  |                |  |
|                       |                   | Bertrada di Laon    | Cariberto di Laon |  |  |       |  |  |                 |  |  |                |  |
|                       |                   | Bertrada di Laon    | Gisella di Laon   |  |  |       |  |  |                 |  |  |                |  |
| Ludovico il Pio       |                   | Bertrada di Laon    |                   |  |  |       |  |  |                 |  |  |                |  |
|                       |                   | Geroldo di Vintzgau | …                 |  |  |       |  |  |                 |  |  |                |  |
|                       |                   | Geroldo di Vintzgau | …                 |  |  |       |  |  |                 |  |  |                |  |
|                       |                   | Geroldo di Vintzgau | …                 |  |  |       |  |  |                 |  |  |                |  |
| Ildegarda             |                   | Geroldo di Vintzgau |                   |  |  |       |  |  |                 |  |  |                |  |
|                       |                   | Emma d'Alemannia    | Hnabi             |  |  |       |  |  |                 |  |  |                |  |
|                       |                   | Emma d'Alemannia    | Hnabi             |  |  |       |  |  |                 |  |  |                |  |
|                       |                   | Emma d'Alemannia    | …                 |  |  |       |  |  |                 |  |  |                |  |
| Lotario I             |                   | Emma d'Alemannia    |                   |  |  |       |  |  |                 |  |  |                |  |
|                       | Sigram di Hesbaye | …                   |                   |  |  |       |  |  |                 |  |  |                |  |
|                       | Sigram di Hesbaye | …                   |                   |  |  |       |  |  |                 |  |  |                |  |
|                       | Sigram di Hesbaye | …                   |                   |  |  |       |  |  |                 |  |  |                |  |
| Ingramm di Hesbaye    | Sigram di Hesbaye |                     |                   |  |  |       |  |  |                 |  |  |                |  |
|                       |                   | …                   | …                 |  |  |       |  |  |                 |  |  |                |  |
|                       |                   | …                   | …                 |  |  |       |  |  |                 |  |  |                |  |
|                       |                   | …                   | …                 |  |  |       |  |  |                 |  |  |                |  |
| Ermengarda di Hesbaye |                   | …                   |                   |  |  |       |  |  |                 |  |  |                |  |
|                       |                   | …                   | …                 |  |  |       |  |  |                 |  |  |                |  |
|                       |                   | …                   | …                 |  |  |       |  |  |                 |  |  |                |  |
|                       |                   | …                   | …                 |  |  |       |  |  |                 |  |  |                |  |
| Rotrude               |                   | …                   |                   |  |  |       |  |  |                 |  |  |                |  |
|                       |                   | …                   | …                 |  |  |       |  |  |                 |  |  |                |  |
|                       |                   | …                   | …                 |  |  |       |  |  |                 |  |  |                |  |
|                       |                   | …                   | …                 |  |  |       |  |  |                 |  |  |                |  |
|                       |                   | …                   |                   |  |  |       |  |  |                 |  |  |                |  |

### Fonti primarie
- (LA)  Monumenta Germaniae Historica, tomus primus.
- (LA)  Monumenta Germaniae Historica, tomus secundus.
- (LA)  Monumenta Germaniae Historica, tomus XIII.
- (LA)  Monumenta Germaniae Historica, Leges, Capitularia Regum Francorum, tomus I.
- (LA)  Annales Bertiniani.
- (LA)  Nithardus, Historiae.
- (LA)  Rerum Gallicarum et Francicarum Scriptores, tomus VII.
- (LA)  Monumenta Germaniae Historica, Poetarum Latinorum Medii Aevi, Poetae Latini Aevi Carolini, tomus III.
- (LA)  Monumenta Germaniae Historica, Diplomata Karolinorum, tomus IV, Ludovici II Diplomata.
- (FR)  Histoire de l'abbaye royale et de la ville de Tournus (Dijon).

### Letteratura storiografica
- René Poupardin, Ludovico il Pio, cap. XVIII, vol. II (L'espansione islamica e la nascita dell'Europa feudale) della Storia del Mondo Medievale, pp. 558–582
- René Poupardin, I regni carolingi (840-918), in Storia del mondo medievale, vol. II, 1979, pp. 583–635
- Allen Mayer, I vichinghi, in Storia del mondo medievale, vol. II, 1979, pp. 734–769
- Nithard, Annales Fuldenses e Historiarum Libri, entrambi in Monumenta Germaniae Historica. Scriptores, Bände i. and ii. (Hanover e Berlino, 1826 e seguenti)
- E. Mühlbacher, Die Regesten des Kaiserreichs unter den Karolingern (Innsbruck, 1881)
- E. Dummle, Geschichte des ostfränkischen Reichs (Leipzig, 1887-1888)
- B. Simson, Jahrbücher des deutschen Reiches unter Ludwig dem Frommen (Leipzig, 1874-1876)